# Anatole Novak
Pour les articles homonymes, voir Novak.
Anatole Novak, né le 12 février 1937 à La Mure et mort le 4 janvier 2022 à La Mure,, est un coureur cycliste français. Professionnel de 1959 à 1972, son surnom dans le peloton était « le géant de la Mure ». Il a participé à dix Tours de France de 1961 à 1970. Il a remporté la 4e étape du Tour de France 1961, allant de Charleroi à Metz. Il a été le coéquipier de Jacques Anquetil, Lucien Aimar, Roger Pingeon et Luis Ocaña.

## Biographie
Il a pour surnom le « Géant de La Mure », étant né dans cette commune.

## Palmarès
- 1955
  - Championnat du Dauphiné-Savoie
- 1956
  -  Champion de France des indépendants
- 1957
  - 2e du championnat de France des indépendants
  - 3e d'Annemasse-Bellegarde-Annemasse
- 1958
  - Paris-Pacy
  - 3e du Tour du Loiret
- 1960
  - 1rea étape du Tour de l'Aude
  - 7ea étape du Critérium du Dauphiné libéré
  - 2e du Tour du Vaucluse
- 1961
  - 4e étape du Tour de France
  - 2e étape du Grand Prix de Fourmies
  - 1re étape du Tour du Nord
  - Grand Prix du Parisien (contre-la-montre par équipes)
  - 3e du Grand Prix d'Aix-en-Provence
  - 3e de Paris-Tours
- 1962
  - 3ea étape de Paris-Nice (contre-la-montre par équipes)
  - 3e du Critérium national
  - 3e du championnat de France sur route
- 1963
  - 1re étape du Tour de l'Oise
  - 3e du Tour de l'Oise
  - 8e du Critérium du Dauphiné libéré
- 1964
  - 6eb étape de Paris-Nice
  - 2e étape du Tour du Morbihan (contre-la-montre par équipes)
  - 3e du Tour de l'Hérault
  - 10e de Paris-Luxembourg
- 1965
  - Tour de l'Hérault
  - 1reb étape du Tour de France (contre-la-montre par équipes)
- 1966
  - Classement général de Paris-Luxembourg
  - 2e étape du Tour de Catalogne
- 1967
  - Boucles de la Seine
  - 3e du Grand Prix du Petit Varois
- 1968
  - 2e du Grand Prix d'Antibes
- 1969
  - 2e des Boucles de la Seine
- 1970
  - 10e étape du Tour d'Espagne
  - 1reb étape du Tour de Catalogne (contre-la-montre par équipes)

## Résultats sur les grands tours

### Tour de France
10 participations
- 1961 : abandon (10e étape), vainqueur de la 4e étape
- 1962 : 76e
- 1963 : 59e
- 1964 : 81e
- 1965 : 66e, vainqueur de la 1reb étape (contre-la-montre par équipes)
- 1966 : hors délais (16e étape)
- 1967 : hors délais (8e étape)
- 1968 : 50e
- 1969 : hors délais (6e étape)
- 1970 : abandon (10e étape)

### Tour d'Italie
3 participations
- 1964 : 63e
- 1966 : 70e
- 1967 : abandon

### Tour d'Espagne
7 participations
- 1963 : 19e
- 1965 : non-partant (10ea étape)
- 1968 : 49e
- 1969 : hors délais (12e étape)
- 1970 : 55e, vainqueur de la 10e étape
- 1971 : hors délais (16e étape)
- 1972 : hors délais (6ea étape)